# 2017년 전주국제영화제
제18회 전주국제영화제는 2017년 4월에 개최된 영화제이다. 사회자는 이상용이다.

## 수상 및 후보

### 국제경쟁 - 대상
- 라이플 - 다비 프레토 수상

### 국제경쟁 - 작품상
- 공원의 연인 - 다미앙 마니벨 수상

### 국제경쟁 - 심사위원특별상
- 인 비트윈 - 마이살룬 하무드 수상
- 인류의 상승 - 에두아르도 윌리엄스 수상

### 한국경쟁 - 대상
- 폭력의 씨앗 - 임태규 수상

### 한국단편경쟁 - 대상
- 가까이 - 배경헌 수상

### 한국단편경쟁 - 감독상
- 혜영 - 김용삼 수상

### 한국단편경쟁 - 심사위원특별상
- 봄동 - 채의석 수상

### CGV아트하우스 - 배급지원상
- 폭력의 씨앗 - 임태규 수상

### CGV아트하우스 - 창작지원상
- 해피뻐스데이 - 이승원 수상

### 넷팩(아시아영화진흥기구)상
- 이중섭의 눈 - 김희철 수상

### 유니온투자파트너스상
- 샘 - 황규일 수상

### 다큐멘터리상(진모터스 후원)
- 파란나비효과 - 박문칠 수상

### 대명컬처웨이브상
- 튼튼이의 모험 - 고봉수 수상

### 국제경쟁
- 경계 위의 세 여자 - 클로에 로비샤드
- 계단 내려가기 - 휴 깁슨
- 공원의 연인 - 다미앙 마니벨
- 닿을 수 없는 - 로라 슈뢰더
- 라이플 - 다비 프레토
- 밤섬해적단 서울불바다 - 정윤석
- 소피아의 아들 - 엘리나 프시코
- 인 비트윈 - 마이살룬 하무드
- 인류의 상승 - 에두아르도 윌리엄스
- 클럽 로셸 - 카밀라 호세 도노소

### 한국경쟁
- B급 며느리 - 선호빈
- 금속활자의 비밀들 - 우광훈
- 노마드 - 이완수
- 버블 패밀리 - 마민지
- 샘 - 황규일
- 수성못 - 유지영
- 여수 밤바다 - 정형석
- 파란나비효과 - 박문철
- 폭력의 씨앗 - 임태규
- 해피뻐스데이 - 이승원
- 홀로그램 유니버스 - 김지혜

### 한국단편경쟁
- 22시, 너는 내게 이 꽃의 이름을 물었다 10PM - 서우빈
- 은신처 - 신진규
- 가까이 - 배경현
- 경계 - 김창섭
- 동경소녀 - 박서영
- 동백꽃이 피면 - 심혜정
- 봄동 - 채의석
- 삼겹살 - 임혜영
- 썬데이 - 이서희
- 악의 손길 - 박준석
- 야간근무 - 김정은
- 오늘의 자리 - 허지은
- 장례난민 - 한가람
- 주성치와 함께라면 - 금태경
- 콘크리트의 불안 - 장윤미
- 틈 - 정은욱
- 한낮의 우리 - 김혜진
- 혜영 - 김용삼
- Swarm Circulation - 주연우

### 전주 시네마 프로젝트
- 시인의 사랑 - 김양희
- 초행 - 김대환
- 노무현입니다 - 이창재

### 카르트 블랑슈
- 나의 20세기 - 일디코 엔예디
- 더 테이블 - 김종관
- 마법사 시몬 - 일디코 엔예디

### 프론트라인
- 검은 해골 - 키로 루쏘
- 도널드가 울다 - 크리스 에버디시안
- 목, 심장, 위 - 모드 알피
- 빅토리아 - 저스틴 트리엣
- 새로운 해 - 셩즈 주
- 악마의 자유 - 에베라도 곤잘레스
- 유령의 도시 - 매튜 헤인먼
- 정글의 법칙 - 앙토냉 페레자코
- 펠리시테 - 알랭 고미
- 푸른 수염의 성 - 가스통 솔니츠키
- 혁명을 하려던 삶의 절반은 무덤에 묻혀버렸다 - 마티우 L. 데니스 외 1명

### 월드 시네마스케이프: 스펙트럼
- 골든 엑시트 - 알렉스 로스 페리
- 나리타 스토리: 이카루스의 추락 - 다이시마 하루히코
- 나의 학교 전체가 바다로 침몰한다 - 대쉬 쇼
- 다른 모든 것들 - 나탈리아 알마다
- 다카에서의 삶 - 압둘라 모함마드 사드
- 더 픽서 - 아드리안 시타루
- 동키요테 - 치코 페레이라
- 레이디 맥베스 - 윌리엄 올드로이드
- 마조리 프라임 - 마이클 알메레이다
- 멜라니의 연대기 - 비에스투르 카이리쉬
- 미스터 유니버스 - 티차 코비 외 1명
- 스튜던트 - 키릴 세레브렌니코프
- 열다섯의 순수 - 카이 히로카즈
- 그 누구도 아닌 - 아르노 데 팔리에르
- 외면의 밤 - 데미안 코졸레
- 웨딩 - 스테판 스트러커
- 재패니스 걸스 네버 다이 - 마츠이 다이고
- 충돌 - 모하메드 디아브
- 친애하는 우리아이 - 미시마 유키코
- 콜럼버스 - 코고나다
- 크나큰 세계 - 레하 에르뎀
- 우리를 침범하는 것들 - 아담 스미스
- 홈 - 피엔 트로치

### 월드 시네마스케이프: 스펙트럼 단편
- 10미터 플랫폼 - 악셀 다니엘슨 외 1명
- 국경 - 데미안 코졸레
- 로맨스 - 마농 쿠비아
- 새 - 후쿠다 코지
- 진공청소기 DC07 - 로이 로즌
- 푸시 - 레나타 가시오로브스카
- 플레이 보이 - 빈센트 린엔

### 월드 시네마스케이프: 마스터즈
- 김미 데인저 - 짐 자무쉬
- 내가 원하는대로 II - 이그나시오 아구에로
- 네루다 - 파블로 라라인
- 네버 에버 - 브누와 쟉꼬
- 녹투라마 - 베르트랑 보넬로
- 브라이트 나잇 - 토마스 아슬란
- 아우스터리츠 - 세르게이 로즈니차
- 야생지대 - 아마트 에스칼란테
- 언노운 걸 - 장 피에르 다르덴 외 1명
- 잠자는 미녀 - 아도 아리에타
- 추방자 - 리티 판
- 코르니쉬 케네디 - 도미니크 카브레라
- 파라다이스 - 안드레이 콘찰로프스키
- 프랑스 - 레이몽 드파르동
- 하바나에서 마지막 - 페르난도 페레즈
- 이센 아브레, 차드의 비극 - 마하마트 살레 하룬

### 월드 시네마스케이프: 마스터즈 단편
- 광대들 - 마르코 벨로치오
- 사라 윈체스터, 오페라의 유령 - 베르트랑 보넬로
- 습작들: 사방에서 - 자크 리베트
- 습작들: 카드리유 - 자크 리베트
- 습작들: 환대 - 자크 리베트
- 종말의 전날 - 라브 디아즈
- 집으로 데려다 주오 - 압바스 키아로스타미
- 헤도니스트 - 지아장커

### 코리아 시네마스케이프
- 가을 우체국 - 임왕태
- 개의 역사 - 김보람
- 국정교과서 - 백승우
- 기억의 유산 - 정희도 외 1명
- 길 - 정인봉
- 나의 자전거에 대하여 - 박동현
- 돌아온다 - 허철
- 미스 프레지던트 - 김재환
- 빨간 벽돌 - 주현숙
- 이중섭의 눈 - 김희철
- 천사는 바이러스 - 김성준
- 천화 - 민병국
- 튼튼이의 모험 - 고봉수

### 코리아 시네마스케이프 단편
- 나는 아직도 당신이 궁금하여 자다가도 일어납니다 - 요조
- 방구의 무게 - 박단비
- 빈방 - 윤인상
- 선아의 방 - 채한영
- 숨바꼭질 - 김진아
- 오늘의 중력 - 이시대

### 시네마천국
- 가장 아름다운 마을 - 이시카와 본
- 결투 - 알렉세이 미스기레프
- 메나쉬 - 조슈아 Z. 웨인스타인
- 미니스트리 오브 러브 - 파보 마린코빅
- 스웨거 - 올리비에 바비넷
- 스타트 라인 - 이마무라 아야코
- 에델과 어니스트 - 로저 메인우드
- 예감은 틀리지 않는다 - 리테쉬 바트라
- 포에트리 엔젤 - 토시미츠 이즈카
- 후쿠시마의 어머니들 - 후루이 미즈에

### 불면의 밤
- 두더지의 노래 : 홍콩 광소곡 - 미이케 다카시
- 들개 - 보그단 미리카
- 뱀파이어 소년 - 마이클 오셰어
- 안구의 꿈 - 사토 히사야스
- 안티포르노 - 소노 시온
- 암고양이들 - 시라이시 카즈야
- 인비저블 - 오리올 파울로
- 죽음의 게임 - 세바스티안 랜드리
- T2: 트레인스포팅 2 - 대니 보일

### 영화보다 낯선
- 감정을 실어서 다시 한 번 - 앤드류 도미닉
- 꿈길 - 앙겔라 샤넬렉
- 나는 어떻게 에바 라스를 사랑하게 되었나 - 안드레 질 마타
- 랫 필름 - 테오 안소니
- 북쪽의 모든 도시들 - 데인 콤리엔
- 사막, 바다 - 조슈아 보네타 외 1명
- 아이들은 죽음을 두려워하지 않는다 - 롱 광 롱
- 장례식 (죽어가는 예술에 대하여) - 보리스 레흐만
- 태양의 꿈 - 파트릭 보카노프스키
- 톤슬러 파크 - 케빈 제롬 에버슨
- 허미아와 헬레나 - 마티야스 피녜이로
- 훌리 바이블 II - 리 홍치
- F. 퍼시 스미스의 세계 - 스튜어트 스테이플스

### 익스팬디드 시네마 단편
- 025 선셋 레드 - 라이다 레르순디
- 기차의 도착 - 톰 앤더슨
- 꼽추 - 벤 리버스 외 1명
- 로비에서 - 이스마일 바리
- 새벽 - 로이스 파티노
- 스몰 타운 - 디오고 코스타 아마란테
- 아우구스트 - 오메르 파스트
- 육지의 발견 - 아나 베즈
- 장마리 스트라우브, 당신은 어디에 - 장 마리 스트로브
- 파편들 - 호세 미구엘 리베이로

### 시네마톨로지
- 매니페스토 - 율리안 로제펠트
- 시네마 노보 - 에릭 로샤
- 시네마 퓨처 - 마이클 팜
- 익스페리멘탈 - 브레히트 데바케레
- 카를로 디 팔마의 영화세계 - 파리보즈 캄카리
- 켄 로치의 삶과 영화 - 루이즈 오스몬드
- 토니 콘래드 - 타일러 허비
- 프리츠 랑 - 고르디안 마우크

### 야외상영
- 내 사랑 - 에이슬링 월쉬
- 로스트 인 파리 - 도미니크 아벨 외 1명
- 리베라시옹 데이 - 모튼 트라아빅 외 1명
- 리틀 하버 - 이베타 그로포타
- 마스터 - 조의석
- 아수라 - 김성수
- 이반 차레비치와 공주 - 미셸 오슬로
- 정글북 - 타파스 차크라바르티
- 파리의 밤이 열리면 - 에두아르 바에르
- 패트와 매트: 뚝딱뚝딱 대소동 - 마렉 베네슈

### 스페셜 포커스 - 특별전
- 마지막 날의 언약 - 조관수
- 둘도 없는 너 - 설태호
- 짝코 - 임권택
- 우상의 눈물 - 임권택
- 안개마을 - 임권택
- 나비품에서 울었다 - 임권택
- 길소뜸 - 임권택
- 티켓 - 임권택
- 씨받이 - 임권택
- 명자 아끼꼬 쏘냐 - 이장호
- 만다라 - 임권택
- 비구니 - 임권택
- 인 디스 월드 - 마이클 윈터바텀
- 24시간 파티하는 사람들 - 마이클 윈터바텀
- 나인 송즈 - 마이클 윈터바텀
- 관타나모로 - 마이클 윈터바텀
- 쇼크 독트린 - 마이클 윈터바텀 외 1명
- 트립 투 잉글랜드 - 마이클 윈터바텀
- 에브리데이 - 마이클 윈터바텀
- 트립 투 이탈리아 - 마이클 윈터바텀
- 벌거벗은 임금님 - 마이클 윈터바텀
- 온 더 로드 - 마이클 윈터바텀
- 상실과 아름다움 - 피에트로 마르첼로
- 우리를 구하소서 - 페레리카 디 자아코모
- 지중해 - 조나스 카피그나노
- 행복한 날이 곧 올 거야 - 알레산드로 코모딘
- 플라워 - 클라우디오 지오바네시
- 천상의 육체 - 알리체 로르와커
- 소수의 고독 - 사베리오 코스탄조
- 폭풍의 낙원 - 프란체스코 문지
- 더 챌린지 - 유리 안카라니

### 스페셜 포커스 - 회고전
- 일곱 번째 동지 - 알렉세이 게르만 외 1명
- 길 위에서의 심판 - 알렉세이 게르만
- 전쟁없는 20일 - 알렉세이 게르만
- 나의 친구 이반 라프신 - 알렉세이 게르만
- 오트라르의 몰락 - 알렉세이 게르만
- 크루스탈리오프, 나의 차! - 알렉세이 게르만
- 신이 되기는 어렵다 - 알렉세이 게르만